# Djupsilsjön
Djupsilsjön är en sjö i Älvdalens kommun i Dalarna och ingår i Dalälvens huvudavrinningsområde. Sjön har en area på 0,427 kvadratkilometer och ligger 522,9 meter över havet. Sjön avvattnas av vattendraget Silan.

## Delavrinningsområde
Djupsilsjön ingår i det delavrinningsområde (684655-134733) som SMHI kallar för Inloppet i Grundsilsjön. Medelhöjden är 548 meter över havet och ytan är 3,69 kvadratkilometer. Det finns ett avrinningsområde uppströms, och räknas det in blir den ackumulerade arean 16,6 kvadratkilometer. Silan som avvattnar avrinningsområdet har biflödesordning 3, vilket innebär att vattnet flödar genom totalt 3 vattendrag innan det når havet efter 455 kilometer. Avrinningsområdet består mestadels av skog (55 procent) och sankmarker (28 procent). Avrinningsområdet har 0,43 kvadratkilometer vattenytor vilket ger det en sjöprocent på 11,6 procent.